# 바이오 숯

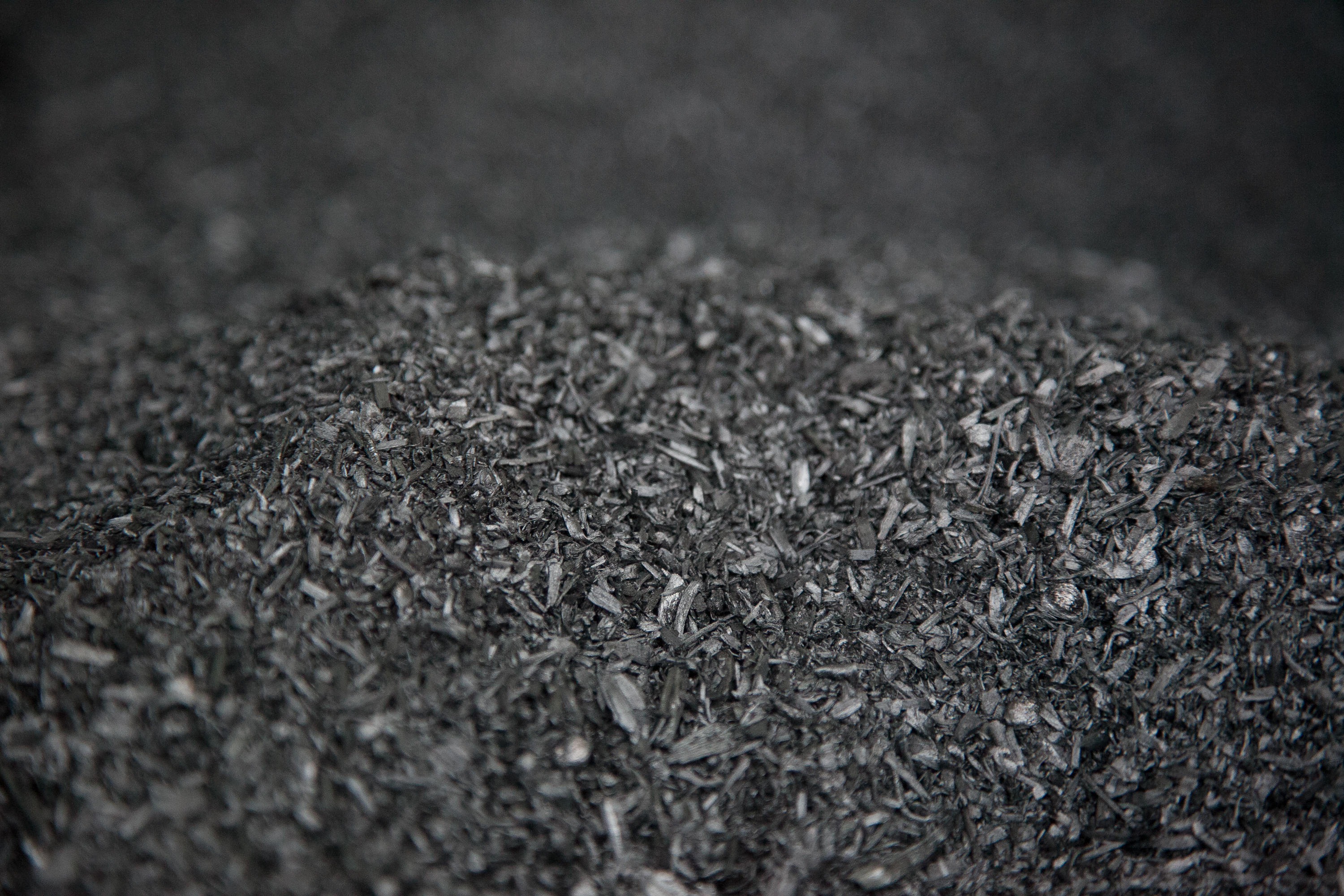

바이오 숯(Biochar) 또는 바이오차는 나무와 풀, 옥수숫대 등 유기물질을 무산소 밀폐공간 안에서 태워 얻는 숯이다. 그 과정에서 가열해 발산되는 가스는 채취해 연료로 사용할 수 있고 마지막엔 숯이 남게 된다. 최근에는 대한민국에서 농업분야 부문에서의 탄소 중립을 위해 바이오 숯을 연구 중에 있기도 하다.

## 같이 보기
- 활성탄
- 펠릿 연료